# Кхмерское письмо
Кхме́рское письмо́ (кхме́рский алфави́т; кхмер. អក្សរខ្មែរ [ʔakˈsɑː ˈkʰmae] акса кмае) — письменность типа абугида (алфавитно-слоговое письмо), используемая для записей на кхмерском языке, официальном языке Камбоджи. Используется также для записей на языке пали в буддийском богослужении Камбоджи и Таиланда.
Пишется слева направо. Слова в одном предложении или фразе обычно пишутся слитно, без пробелов между ними. Стечения согласных в слове пишутся «кучно», то есть вторая (а иногда и третья) согласная пишется в сокращённой форме под основной согласной. Изначально было 35 согласных букв, но в современном кхмерском языке используются только 33. Каждая буква представляет собой согласный звук вместе с присущим ему гласным, а или о; во многих случаях, при отсутствии другого знака гласной, присущая гласная должна произноситься после согласной.
Суть некоторые независимые гласные буквы, но гласные звуки чаще всего представляются как приписные гласные, дополнительные знаки, сопровождающие согласную букву и указывающие, какой гласный звук следует произносить после этого согласного (или стечения согласных). Большинство приписных гласных имеют два разных произношения, в большинстве случаев в зависимости от гласного звука, присущего согласной букве, к которой они добавляются. Имеется также ряд диакритических знаков, используемых для обозначения дальнейших изменений в произношении. Письменность также располагает собственными цифрами и знаками препинания.

## Происхождение

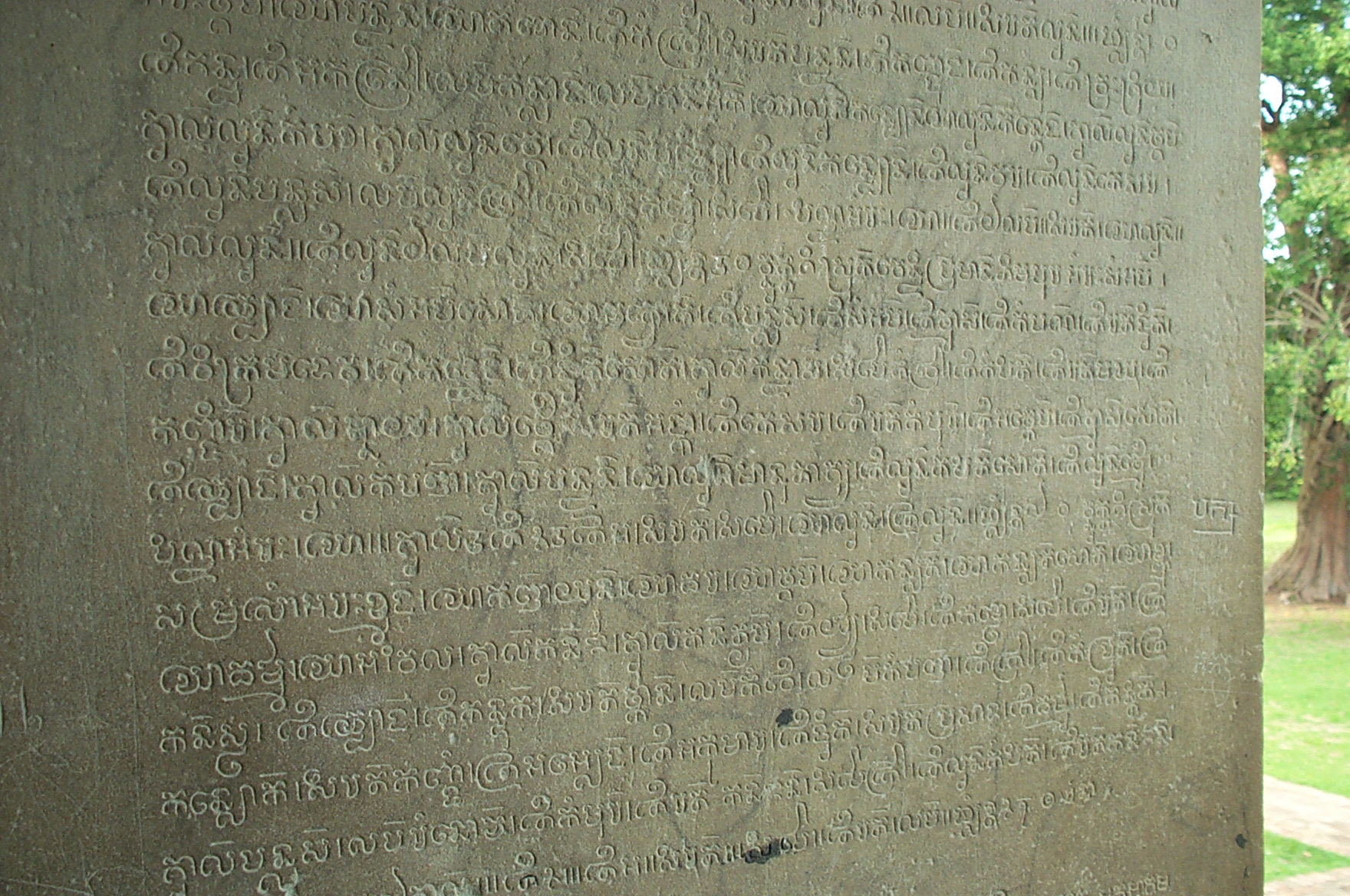
Древние кхмерские письмена, выгравированное на камне

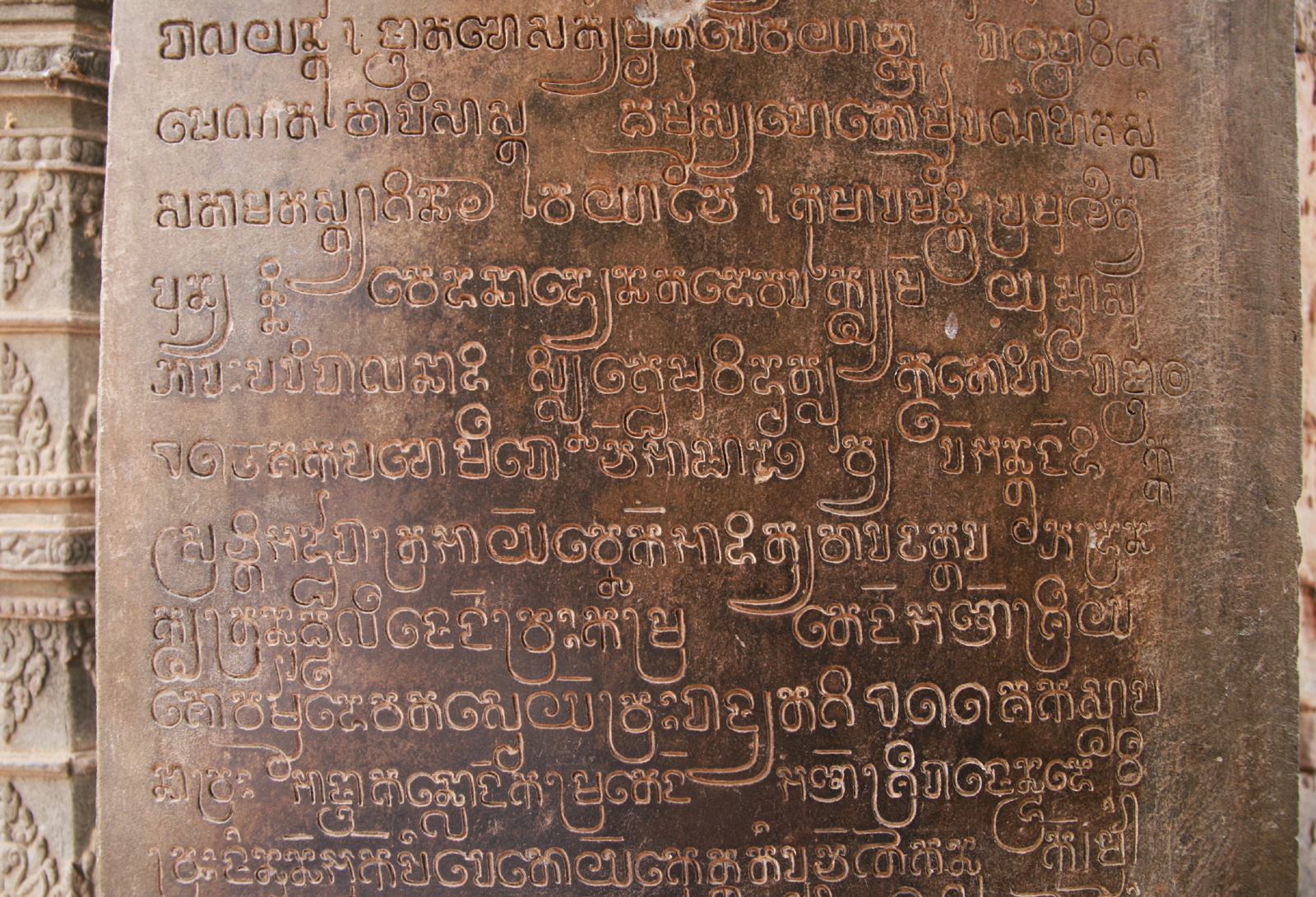
Надпись кхмерским письмом в храме Лолей

Кхмерское письмо было адаптировано из письма паллава, использовавшегося в южной Индии и Юго-Восточной Азии в V и VI веках нашей эры и которое в конечном итоге произошло от тамильско-брахмийского письма. Самая старая датированная кхмерская надпись, найденная в округе Ангкобори в провинции Такео к югу от Пномпеня, датируется 611 годом. Стелы доангкорской и ангкорской эпох с кхмерскими письменами были найдены по всей территории бывшей Кхмерской империи, от дельты Меконга до территорий нынешних Лаоса, Северо-восточного и Центрального Таиланда. Небольшие различия можно увидеть между древними кхмерскими надписями на санскрите, и надписями на кхмерском языке. Эти две разные системы превратились в современные стили кхмерского письма акса-муль и акса-тьриенг. Первый используется для сакральных надписей, а второй — для общего пользования. Стиль акса-тьриенг представляет собой скорописную форму акса-муль, адаптированную к кхмерскому языку.
Современное кхмерское письмо несколько отличается от прецедентных форм, встречающихся в надписях на руинах Ангкора. Тайское и лаосское письмо являются потомками более старой рукописной формы кхмерского письма, через сукхотайское письмо.

## Согласные
В кхмерском письме 35 согласных, из которых в современном кхмерском языке используются только 33, а два — устарели. Каждый согласный имеет присущий ему гласный: /ɑː/ или /ɔː/; соответственно говорят, что каждый согласный относится к серии /ɑː/ или /ɔː/. Серия согласных определяет произношение зависимых гласных, приписываемых к согласным, а в некоторых позициях звук присущего гласного произносится сам. Эти два ряда изначально были глухими и звонкими согласными соответственно (и до сих пор называются таковыми по-кхмерски); фонетические изменения в среднекхмерскую эпоху повлияли на гласные, следующие за глухими согласными, и эти изменения сохранились, несмотря на то, что характерное звучание было утеряно.
Каждая согласная, за единым исключением, также имеет подписную форму. Кхмерское их название, ជើងអក្សរ тьэнг-акса, буквально переводится как «нога буквы». Большинство подписных согласных напоминает соответствующий символ согласного, но в меньшей и порой упрощённой форме, хотя в некоторых случаях очевидного сходства нет. Большинство подписных согласных пишется непосредственно под другими согласными, но подписная រ ро пишется слева, а у некоторых других есть выносные элементы справа. Подписные используются при написании стечений согласных (согласных произносимых последовательно в слове, без гласных между ними). Стечения в кхмерском языке обычно состоят из двух согласных, хотя иногда в середине слова их бывает три. Первый согласный в стечении пишется как основной, а второй (и третий, если он есть) присоединяется к нему в виде подписного. Подписные ранее также использовались для записи заключительных согласных; в современном кхмерском языке это также возможно, но необязательно, в некоторых словах, оканчивающихся на -нг или -й, например ឲ្យ аой ‘давать’.
В таблице ниже перечислены согласные и их подписные формы. Обычные фонетические значения даны с использованием международного фонетического алфавита (МФА); варианты описаны после таблицы. Фонетическая система подробно описана в статье «Кхмерский язык» в разделе «Фонетика». Разговорное название каждого согласного — это его значение с присущим гласным. Транслитерация в кхмерско-русской практической транскрипции и системе ГЭГНООН.
| Акса-тьриенг | Акса-тьриенг        | Акса-муль | Акса-муль           | Полное значение (с присущим гласным)                                                                                                  | Полное значение (с присущим гласным)                                                                                                  | Полное значение (с присущим гласным)                                                                                                  | Значение согласного | Значение согласного | Значение согласного |
| Согласный    | Подписная форма с អ | Согласный | Подписная форма с អ | МФА | Практич. транскр. | ООН | МФА | Практич. транскр. | ООН |
| ------------ | ------------------- | --------- | ------------------- | --- | --- | --- | --- | --- | --- |
| ក            | អ្ក                  | ក         | អ្ក                  | [kɑː] | ка | kâ | [k] | к | k |
| ខ            | អ្ខ                  | ខ         | អ្ខ                  | [kʰɑː] | кха | khâ | [kʰ] | кх | kh |
| គ            | អ្គ                  | គ         | អ្គ                  | [kɔː] | ко | kô | [k] | к | k |
| ឃ            | អ្ឃ                  | ឃ         | អ្ឃ                  | [kʰɔː] | кхо | khô | [kʰ] | кх | kh |
| ង            | អ្ង                  | ង         | អ្ង                  | [ŋɔː] | нго | ngô | [ŋ] | нг | ng |
| ច            | អ្ច                  | ច         | អ្ច                  | [cɑː] | тя | châ | [c] | ть | ch |
| ឆ            | អ្ឆ                  | ឆ         | អ្ឆ                  | [cʰɑː] | ча | chhâ | [cʰ] | ч | chh |
| ជ            | អ្ជ                  | ជ         | អ្ជ                  | [cɔː] | тё | chô | [c] | ть | ch |
| ឈ            | អ្ឈ                  | ឈ         | អ្ឈ                  | [cʰɔː] | чо | chhô | [cʰ] | ч | chh |
| ញ            | អ្ញ                  | ញ         | អ្ញ                  | [ɲɔː] | нё | nhô | [ɲ] | нь | nh |
| ដ            | អ្ដ                  | ដ         | អ្ដ                  | [ɗɑː] | да | dâ | [ɗ] | д | d |
| ឋ            | អ្ឋ                  | ឋ         | អ្ឋ                  | [tʰɑː] | тха | thâ | [tʰ] | тх | th |
| ឌ            | អ្ឌ                  | ឌ         | អ្ឌ                  | [ɗɔː] | до | dô | [ɗ] | д | d |
| ឍ            | អ្ឍ                  | ឍ         | អ្ឍ                  | [tʰɔː] | тхо | thô | [tʰ] | тх | th |
| ណ            | អ្ណ                  | ណ         | អ្ណ                  | [nɑː] | на | nâ | [n] | н | n |
| ត            | អ្ត                  | ត         | អ្ត                  | [tɑː] | та | tâ | [t] | т | t |
| ថ            | អ្ថ                  | ថ         | អ្ថ                  | [tʰɑː] | тха | thâ | [tʰ] | тх | th |
| ទ            | អ្ទ                  | ទ         | អ្ទ                  | [tɔː] | то | tô | [t] | т | t |
| ធ            | អ្ធ                  | ធ         | អ្ធ                  | [tʰɔː] | тхо | thô | [tʰ] | тх | th |
| ន            | អ្ន                  | ន         | អ្ន                  | [nɔː] | но | nô | [n] | н | n |
| ប            | អ្ប                  | ប         | អ្ប                  | [ɓɑː] | ба | bâ | [ɓ], [p] | б, п | b, p |
| ផ            | អ្ផ                  | ផ         | អ្ផ                  | [pʰɑː] | пха | phâ | [pʰ] | пх | ph |
| ព            | អ្ព                  | ព         | អ្ព                  | [pɔː] | по | pô | [p] | п | p |
| ភ            | អ្ភ                  | ភ         | អ្ភ                  | [pʰɔː] | пхо | phô | [pʰ] | пх | ph |
| ម            | អ្ម                  | ម         | អ្ម                  | [mɔː] | мо | mô | [m] | м | m |
| យ            | អ្យ                  | យ         | អ្យ                  | [jɔː] | йо | yô | [j] | й | y |
| រ            | អ្រ                  | រ         | អ្រ                  | [rɔː] | ро | rô | [r] | р | r |
| ល            | អ្ល                  | ល         | អ្ល                  | [lɔː] | ло | lô | [l] | л | l |
| វ            | អ្វ                  | វ         | អ្វ                  | [ʋɔː] | во | vô | [ʋ] | в, у | v |
| ឝ            | អ្ឝ                  | ឝ         | អ្ឝ                  | устарел; исторически использовался для обозначения палатальной с Используется только в транслитерации текстов на пали или санскрите   | устарел; исторически использовался для обозначения палатальной с Используется только в транслитерации текстов на пали или санскрите   | устарел; исторически использовался для обозначения палатальной с Используется только в транслитерации текстов на пали или санскрите   | устарел; исторически использовался для обозначения палатальной с Используется только в транслитерации текстов на пали или санскрите   | устарел; исторически использовался для обозначения палатальной с Используется только в транслитерации текстов на пали или санскрите   | устарел; исторически использовался для обозначения палатальной с Используется только в транслитерации текстов на пали или санскрите   |
| ឞ            | អ្ឞ                  | ឞ         | អ្ឞ                  | устарел; исторически использовался для обозначения ретрофлексной с Используется только в транслитерации текстов на пали или санскрите | устарел; исторически использовался для обозначения ретрофлексной с Используется только в транслитерации текстов на пали или санскрите | устарел; исторически использовался для обозначения ретрофлексной с Используется только в транслитерации текстов на пали или санскрите | устарел; исторически использовался для обозначения ретрофлексной с Используется только в транслитерации текстов на пали или санскрите | устарел; исторически использовался для обозначения ретрофлексной с Используется только в транслитерации текстов на пали или санскрите | устарел; исторически использовался для обозначения ретрофлексной с Используется только в транслитерации текстов на пали или санскрите |
| ស            | អ្ស                  | ស         | អ្ស                  | [sɑː] | са | sâ | [s] | с | s |
| ហ            | អ្ហ                  | ហ         | អ្ហ                  | [hɑː] | ха | hâ | [h] | х | h |
| ឡ            | нет                 | ឡ         | нет                 | [lɑː] | ла | lâ | [l] | л | l |
| អ            | អ្អ                  | អ         | អ្អ                  | [ʔɑː] | а | ’â | [ʔ] | нет | ’ |

Буква ប ба в сочетании с некоторыми зависимыми гласными пишется в несколько изменённой форме (например, បា, см. Лигатуры).
Буква ញ нё пишется без нижней кривой при добавлении подписной. Когда эта буква подписана сама под собой, она представляет собой уменьшенную форму всей буквы: ញ្ញ -ннь-.
Заметим, что ដ да и ត та имеют одну и ту же подписную форму. В начальных стечениях эта подписная форма всегда произносится как /d/, но в срединных позициях она произносится в одних словах как /d/, а в других как /t/.
Группа ដ да, ឋ тха, ឌ до, ឍ тхо, ណ на изначально передавала ретрофлексные согласные в индийских текстах. Вторая, третья и четвёртая буквы редки и встречаются только по этимологическим причинам в нескольких словах, заимствованных из пали и санскрита. Поскольку звук /n/ обычен и часто грамматически продуктивен в мон-кхмерских языках, пятая буква из этой группы, ណ, для удобства была адаптирована как аналог ន но в серии /ɑː/ (все остальные согласные относятся к серии /ɔː/).

### Вариации в чтении
Придыхательные согласные буквы (кх-, ч-, тх-, пх-) произносятся с придыханием только перед гласной. Также есть лёгкое придыхание со звуками к, ть, т и п перед определёнными согласными, но зависимо от того, пишутся ли они с буквой, передающей придыхание.
Кхмерское слово не может оканчиваться более чем одним согласным, почему подписные согласные в конце слова (появляющиеся по этимологическим причинам) не произносятся, хотя они могут произноситься, когда такое слово начинает словосочетание.
В некоторых словах один средний согласный передаёт как конечный согласный одного слога, так и начальный согласный звук следующего.
Буква ប ба передаёт звук /ɓ/ только перед гласным. В конце или после подписного согласного она читается как /p/ (а в случае, когда за ней следует подписной согласный, она также передаётся как p в системе ООН). О модификации в p с помощью диакритики см. раздел Дополнительные согласные. Буква, передающая /p/ в индийских текстах, также сохраняет чтение /p/ в некоторых словах, заимствованных из санскрита и пали.
Буквы ដ да и ឌ до на конце слов читаются как /t/. Буква ត та читается как /d/ в начальном безударном слоге, оканчивающемся носовым.
В конечной позиции буквы, передающие звук /k/ (к-, кх-), читаются как гортанная смычка /ʔ/ после гласных /ɑː/, /aː/, /iə/, /ɨə/, /uə/, /ɑ/, /a/, /ĕə/, /ŭə/. Буква រ ро на конце слов не читается (в большинстве диалектов). Буква ស са на конце слов читается как /h/ (которая в этой позиции приближается к /ç/).

### Дополнительные согласные
Кхмерская система письма включает дополнительные согласные, используемые в некоторых заимствованных словах, в основном из французского и тайского языков. Обычно они передают звуки, которые не встречаются в исконно кхмерских словах, или для которых буквы местного письма ограничены одной из двух серий гласных. Большинство из них представляют собой диграфы, образованные путём наложения подписных согласных под буквой ហ ха, дополненной диакритическим знаком трейсап, если требуется изменить присущий гласный на /ɔː/. Но знак па образуется путём приписки диакритического знака тмень-кандоль («мышьи зубы») над буквой ប ба.
| Дополнительный согласный | Дополнительный согласный | Описание           | Полное значение (с присущим гласным) | Полное значение (с присущим гласным) | Полное значение (с присущим гласным) | Значение согласного | Значение согласного | Значение согласного | Комментарии                                                                           |
| Акса-тьриенг             | Акса-муль                | Описание           | МФА                                  | Практич. транскр.                    | ООН                                  | МФА                 | Практич. транскр.   | ООН                 | Комментарии                                                                           |
| ------------------------ | ------------------------ | ------------------ | ------------------------------------ | ------------------------------------ | ------------------------------------ | ------------------- | ------------------- | ------------------- | ------------------------------------------------------------------------------------- |
| ហ្គ                       | ហ្គ                       | ха + ко            | [ɡɑː]                                | га                                   | gâ                                   | [ɡ]                 | г                   | g                   | Пример: ហ្គាស [ɡas] («газ»)                                                             |
| ហ្គ៊                       | ហ្គ៊                       | ха + ко + трейсап  | [ɡɔː]                                | го                                   | gô                                   | [ɡ]                 | г                   | g                   | Пример: ហ្គ៊ារ [ɡiə] («заправочная станция»)                                             |
| ហ្ន                       | ហ្ន                       | ха + но            | [nɑː]                                | на                                   | nâ                                   | [n]                 | н                   | n                   | Пример: ហ្នាំង или ហ្ន័ង [naŋ] («театр теней», из тайск. หนัง)                              |
| ប៉                        | ប៉                        | ба + тмень-кандоль | [pɑː]                                | па                                   | pâ                                   | [p]                 | п                   | p                   | Пример: ប៉ាក់ [pak] («вышивать»), ប៉័ង [paŋ] («хлеб»)                                      |
| ហ្ម                       | ហ្ម                       | ха + мо            | [mɑː]                                | ма                                   | mâ                                   | [m]                 | м                   | m                   | Пример: គ្រូហ្ម [kruː mɑː] («шаман», из тайск. หมอ)                                      |
| ហ្ល                       | ហ្ល                       | ха + ло            | [lɑː]                                | ла                                   | lâ                                   | [l]                 | л                   | l                   | Пример: ហ្លួង [luəŋ] («король», из тайск. หลวง)                                         |
| ហ្វ                       | ហ្វ                       | ха + во            | [fɑː], [ʋɑː]                         | фа                                   | fâ, vâ                               | [f], [ʋ]            | ф, в                | f, v                | Произносится как [ʋ] в слове ហ្វង់ [ʋɑŋ] («чистый») и [f] в слове កាហ្វេ [kaafeɛ] («кофе») |
| ហ្វ៊                       | ហ្វ៊                       | ха + во + трейсап  | [fɔː], [ʋɔː]                         | фо                                   | fô, vô                               | [f], [ʋ]            | ф, в                | f, v                | Пример: ហ្វ៊ីល [fiːl] («фильм»)                                                          |
| ហ្ស                       | ហ្ស                       | ха + са            | [ʒɑː], [zɑː]                         | жа, за                               | žâ, zâ                               | [ʒ], [z]            | ж, з                | ž, z                | Пример: ហ្សាស [ʒas] («джаз»)                                                            |
| ហ្ស៊                       | ហ្ស៊                       | ха + са + трейсап  | [ʒɔː], [zɔː]                         | жо, зо                               | žô, zô                               | [ʒ], [z]            | ж, з                | ž, z                | Пример: ហ្ស៊ីប [ʒiːp] («джип»)                                                           |

## Зависимые гласные
Большинство гласных знаков имеют два возможных варианта произношения, в зависимости от гласного звука, присущего согласной букве, к которой они добавляются. Различным может быть их произношение и в слабых слогах, и при их сокращении (например, с помощью диакритического знака). Отсутствие приписной гласной (или диакритического знака) часто означает, что за согласным, начинающей слог, следует присущий данной букве гласный.
При определении присущей гласной стечения согласных (т.е. того, как будет произноситься следующая зависимая гласная), взрывные и фрикативные преобладают над сонорными. Для любой группы согласных, включающей сочетание этих звуков, следующая зависимая гласная произносится в соответствии с преобладающей согласной, независимо от её положения в группе. Когда преобладающими оказываются оба члена стечения, подстрочная согласная определяет произношение следующей зависимой гласной.
Непреобладающий согласный (а в некоторый словах также ហ ха) также будет иметь присущий гласный, изменённый предшествующей преобладающей согласной в том же слове, даже если между ними есть гласная, хотя некоторые слова (особенно с более, чем двумя слогами) не подчиняются этому правилу.
Зависимые гласные перечислены ниже в сочетании с буквой серии /ɑː/ អ а. Приведённые значения в МФА репрезентативны для диалектов северо-западных и центральных равнинных регионов, особенно для диалекта провинции Баттамбанг, на котором основан литературный кхмерский язык. Произношение гласных широко варьируется в других диалектах, таких как северно-кхмерский, где дифтонги нивелированы, и западно-кхмерский, в котором придыхательная и модальная фонации всё ещё контрастируют.
| Зависимый гласный с អ | Зависимый гласный с អ | МФА        | МФА        | Практич. транскр. | Практич. транскр. | ООН        | ООН        | Примечания |
| Акса-тьриенг          | Акса-муль             | серия /ɑː/ | серия /ɔː/ | серия /ɑː/        | серия /ɔː/        | серия /ɑː/ | серия /ɔː/ | Примечания |
| --------------------- | --------------------- | ---------- | ---------- | ----------------- | ----------------- | ---------- | ---------- | --- |
| អ                     | អ                     | [ɑː]       | [ɔː]       | а                 | о                 | â          | ô          | См. Диакритические модификации и Согласные без зависимых гласных. |
| អា                     | អា                     | [aː]       | [iːə]      | а                 | еа                | a          | éa         | См. Диакритические модификации. អ៊ា, серия /ɔː/ ា, немного отлична от ៀ (сравни អ៊ា ~ ‘воздух’ и ៀ ~ ‘ухо’). |
| អិ                     | អិ                     | [ə], [e]   | [ɨ], [i]   | е                 | и                 | ĕ          | ĭ          | Читается как [e]/[i] в слогах без написанной конечной согласной (затем добавляется гортанная смычка, если слог ударный; но в некоторых словах гласная не читается, если она конечная, а в некоторых словах, в которых она не конечная — читается как [əj]). В серии /ɔː/ в сочетании с конечной យ йо читается как [iː] (см. также Диакритические модификации). |
| អី                     | អី                     | [əj]       | [iː]       | эй                | и                 | ei         | i          | |
| អឹ                     | អឹ                     | [ə]        | [ɨ]        | э                 | ы                 | œ̆          | œ̆          | |
| អឺ                     | អឺ                     | [əɨ]       | [ɨː]       | э                 | ы                 | œ          | œ          | |
| អុ                     | អុ                     | [o]        | [u]        | о                 | у                 | ŏ          | ŭ          | См. Диакритические модификации. В ударном слоге, если нет конечной согласной, за гласной следует гортанная смычка [ʔ], или [k] как в слове តុ ток ‘стол’ (но в некоторых словах конечная гласная не читается). |
| អូ                     | អូ                     | [ou]       | [uː]       | оу                | у                 | o          | u          | Читается как [əw]/[ɨw] перед конечной វ во. |
| អួ                     | អួ                     | [uə]       | [uə]       | уо                | уо                | uŏ         | uŏ         | |
| អើ                     | អើ                     | [aə]       | [əː]       | аэ                | э                 | aeu        | eu         | См. Диакритические модификации. |
| អឿ                     | អឿ                     | [ɨə]       | [ɨə]       | ыа                | ыа                | œă         | œă         | |
| អៀ                     | អៀ                     | [iə]       | [iə]       | ие                | ие                | iĕ         | iĕ         | |
| អេ                     | អេ                     | [ei]       | [eː]       | е                 | е                 | é          | é          | Читается как [ə]/[ɨ] перед палатальными (или [a] перед [c] в серии /ɑː/ в некоторых словах). В некоторых читается как [ae]/[ɛː]. См. Диакритические модификации. |
| អែ                     | អែ                     | [ae]       | [ɛː]       | ае                | э                 | ê          | ê          | См. Диакритические модификации. |
| អៃ                     | អៃ                     | [aj]       | [ɨj]       | ай                | ей                | ai         | ey         | |
| អោ                     | អោ                     | [ao]       | [oː]       | ао                | оу                | aô         | oŭ         | См. Диакритические модификации. |
| អៅ                     | អៅ                     | [aw]       | [ɨw]       | ау                | эу                | au         | ŏu         | |

Разговорное название каждой гласной состоит из слова ស្រៈ срак («гласная»), за которым следует значение гласной серии /ɑː/, которому предшествует гортанная смычка (которая также следует гласному в случае кратких гласных).

### Диакритические модификации
Добавление некоторых кхмерских диакритических знаков может изменить длину и значение присущих или зависимых гласных.
В следующей таблице показаны комбинации с диакритическими знаками никкахет и рэахмук, обозначающими конечные /m/ и /h/. Они показаны с согласной серии /ɑː/ អ а.
| Сочетание    | Сочетание | МФА        | МФА        | Практич. транскр. | Практич. транскр. | ООН        | ООН        | Примечания                                                                       |
| Акса-тьриенг | Акса-муль | серия /ɑː/ | серия /ɔː/ | серия /ɑː/        | серия /ɔː/        | серия /ɑː/ | серия /ɔː/ | Примечания                                                                       |
| ------------ | --------- | ---------- | ---------- | ----------------- | ----------------- | ---------- | ---------- | -------------------------------------------------------------------------------- |
| អុំ            | អុំ         | [om]       | [um]       | ом                | ум                | om         | ŭm         |                                                                                  |
| អំ            | អំ         | [ɑm]       | [um]       | ам                | ум                | âm         | um         | Слово ធំ тхум («большой») произносится [tʰom] (ср. [tʰum] в некоторых диалектах). |
| អាំ            | អាំ         | [am]       | [ŏəm]      | ам                | оам               | ăm         | ŏâm        | Если за ним следует ង нго, то читается [aŋ]/[eəŋ] анг/эанг.                      |
| អះ            | អះ         | [ah]       | [ĕəh]      | ах                | эах               | ăh         | eăh        |                                                                                  |
| អិះ            | អិះ         | [eh]       | [ih]       | ех                | их                | ĕh         | ĭh         |                                                                                  |
| អុះ            | អុះ         | [oh]       | [uh]       | ох                | ух                | ŏh         | ŭh         |                                                                                  |
| អេះ            | អេះ         | [eh]       | [ih]       | эх                | их                | éh         | éh         |                                                                                  |
| អោះ            | អោះ         | [ɑh]       | [ŭəh]      | аох               | уох               | aôh        | ŏăh        | Слово នោះ нуох («тот») произносится [nuh].                                         |

Первые четыре сочетания, перечисленные здесь, рассматриваются как самостоятельные зависимые гласные и имеют названия, построенные так же, как и для других зависимых гласных (описано в предыдущем разделе).
Другими более редкими сочатениями рэахмука являются អើះ (или អឹះ), произносится [əh], и អែះ, произносится [eh]. Слово ចា៎ះ «да» (используемое женщинами) произносится [caː] и реже [caːh].

## Независимые гласные
| ឣ    | â /ʔɑʔ/   |
| ឤ    | a /ʔa/    |
| ឥ    | ĕ /ʔe/    |
| ឦ    | ei /ʔəj/  |
| ឧ    | ŏ /ʔ/     |
| ឩ    | ŭ /ʔu/    |
| ឪ    | ŏu /ʔɨw/  |
| ឫ    | rŏe /ʔrɨ/ |
| ឬ    | rœ /ʔrɨː/ |
| ឭ    | lŏe /ʔlɨ/ |
| ឮ    | lœ /ʔlɨː/ |
| ឯ    | é /ʔeː/   |
| ឰ    | ai /ʔaj/  |
| ឱ, ឲ | aô /ʔaːo/ |
| ឳ    | âu /ʔaw/  |

## Диакритические знаки
| ំ | назализует гласный                                                               |
| ះ | добавляет придыхание к гласному, обычно опускается                               |
| ៈ | добавляет глоттализацию к гласному, обычно опускается; относительно новый знак   |
| ៉ | используется для преобразования некоторых согласных группы o в группу a          |
| ៊ | используется для преобразования некоторых согласных группы a в группу o          |
| ុ | используется, если два верхних дикритика пересекаются с надписным знаком гласной |
| ់ | используется для сокращения некоторых гласных                                    |
| ៌ | используется так же, как и следующий знак                                        |
| ៍ | используется, чтобы представить некоторые буквы как непроизносимые               |
| ៎ | используется для указания подъёма интонации при восклицании                      |
| ័ | представляет краткий гласный в словах из санскрита и пали, обычно опускается     |
| ៑ | устаревший знак                                                                  |
| ្ | разработан для юникода, используется для набора подписных согласных              |

## Пример текста
Статья 1 Всеобщей декларации прав человека:
| На кхмерском           | មនុស្សទាំងអស់ កើតមកមានសេរីភាព និងសមភាព ក្នុងផ្នែកសេចក្ដីថ្លៃថ្នូរនិងសិទ្ធិ។ មនុស្សមានវិចារណញ្ញាណ និងសតិសម្បជញ្ញៈជាប់ពីកំណើត ហើយគប្បីប្រព្រឹត្ដចំពោះគ្នាទៅវិញទៅមកក្នុងស្មារតីភាតរភាពជាបងប្អូន។ |
| Латинская транскрипция | Mĕəʾnuh tĕəng ʾɑh, kaətmɔɔk miən seerəyphiəp, nɨng sɑmphiəp, knong phnaek sacktəythlaytnuu nɨng sətthiʾ. Mĕəʾnuh miən vicaanɑññiən, nɨng sɑɑtəhmbɑɑcññĕəʾ cŏəp pii kɑmnaət, haəy kupbəy prɑɑprɨtdɑɑ cɑmpŭəh kniətɨwvɨñtɨwmɔɔk knong smaardəy phiətɑɑphiəp ciə bɑɑngpʾoun. |
| Русский перевод        | Все люди рождаются свободными и равными в своем достоинстве и правах. Они наделены разумом и совестью и должны поступать в отношении друг друга в духе братства. |

## Цифры
| ០    | ១    | ២  | ៣   | ៤    | ៥    | ៦         | ៧       | ៨        | ៩         | ១០  |
| 0    | 1    | 2  | 3   | 4    | 5    | 6         | 7       | 8        | 9         | 10  |
| សូន្យ  | មួយ   | ពីរ | បី   | បួន   | ប្រាំ   | ប្រាំមួយ      | ប្រាំពីរ    | ប្រាំបី      | ប្រាំបួន      | ដប់  |
| sohn | muŏy | pi | bei | buŏn | prăm | prăm muŏy | prăm pi | prăm bei | prăm buŏn | dop |

## Стили письма
Для различных целей используются несколько стилей кхмерского письма. Два основных стиля — акса-тьриенг (буквально «наклонённое письмо») и акса-муль (буквально «круглое письмо»).

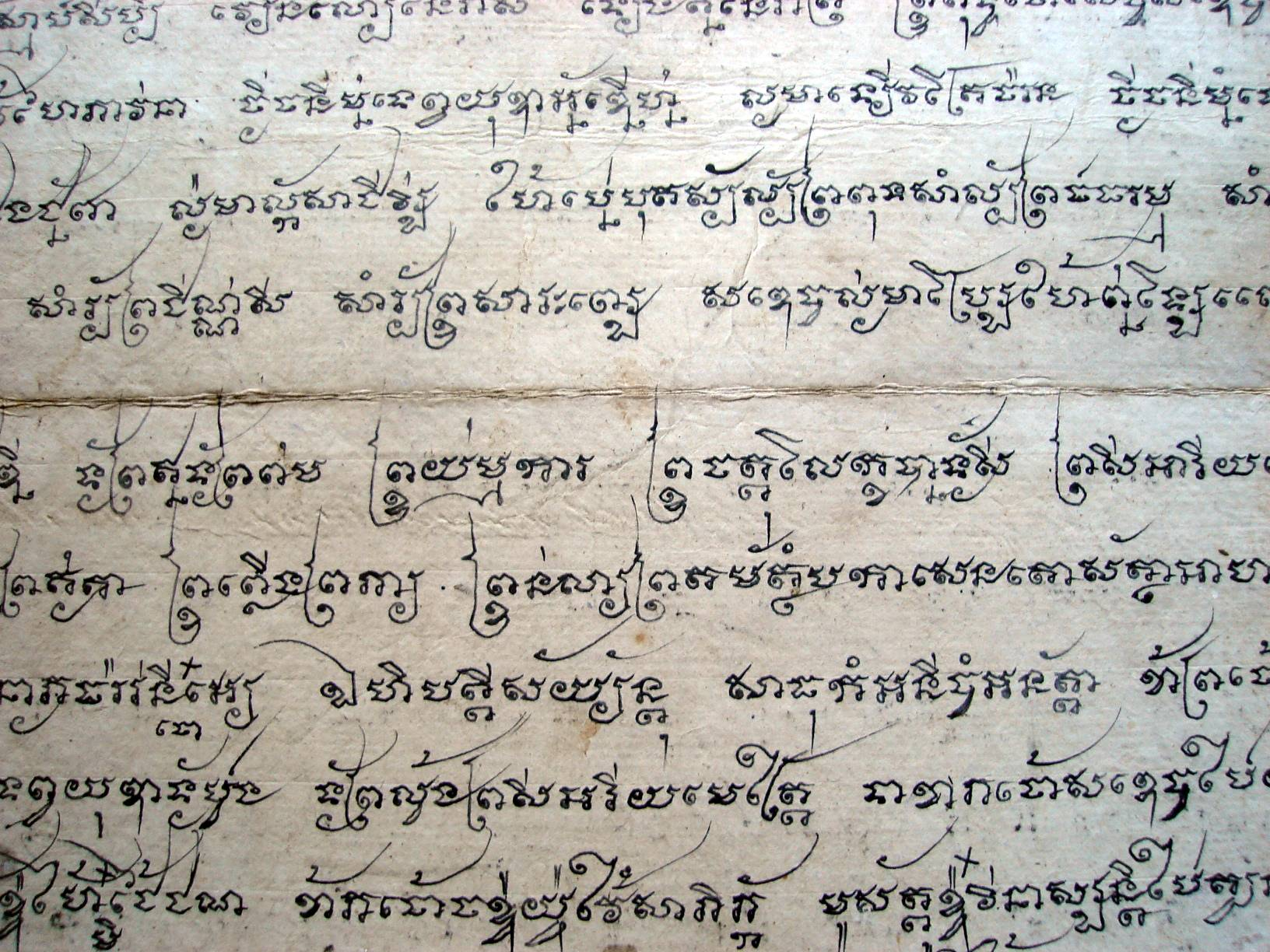
Cyrl (អក្សរខម), старинный стиль кхмерского письма в манускрипте, писанном в Уттарадите, Таиланд. Несмотря на кхмерский шрифт, весь текст в этой рукописи написан на тайском языке.

- Акса́-тьри́енг (អក្សរជ្រៀង) — наклонные буквы. Целые тексты, как то проза и другие книги, печатаются гарнитурой акса-тьриенг. В отличие от письменного английского, наклонные буквы здесь не передают каких-либо грамматических различий, как то подчёркивание или цитирование. Рукописный кхмерский текст зачастую наклонен.
- Акса́-чо́ (អក្សរឈរ), или акса́-тра́нг (អក្សរត្រង់) — вертикальные или «стоячие» буквы, а не наклонные. Большинство современных кхмерских гарнитур представлено в этой манере, а не наклонными, поскольку для отображения в наклонной манере акса-тьриенг текст можно выделить курсивом с помощью команд текстового процессора.
- Акса́-кха́м (អក្សរខម) — стиль, используемый в палийских рукописях на пальмовых листах. Характеризуется более острыми засечками и углами, а также сохранением некоторых старинных характеристик, в частности, в согласном ក ка. Этот стиль также используется для янтов или гравюр на латунных пластинках в Камбодже, а также в Таиланде[13][14][15][16].
- Акса́-му́ль (អក្សរមូល) — каллиграфический стиль, похожий на акса-кхам, так как он также сохраняет некоторые черты старинного кхмерского письма. Его кхмерское название буквально переводится как «круглое письмо» и относится к стилю жирных и широких шрифтов. Используется для титулов и заголовков в камбоджийских документах, книгах, на банкнотах, магазинных вывесках и транспарантах. Иногда его используют для выделения имени короля или других важных имён.

| - Акса́-тьри́енг - Акса́-чо́ - Акса́-кха́м - Акса́-му́ль |

## Юникод
Базовый кхмерский блок был добавлен в стандарт Юникод в версии 3.0, выпущенной в сентябре 1999 года. Тогда он содержал 103 определённых кодовых точки; это число было расширено до 114 в версии 4.0, выпущенной в апреле 2003 года. Версия 4.0 также представила дополнительный блок под названием «Кхмерские символы», содержащий 32 знака, используемых для записи лунных дат.
Блок Юникода для основных кхмерских символов: U+1780–U+17FF:
| Кхмерское письмо[1][2][3] Официальная таблица символов Консорциума Юникода (PDF) |   |   |   |   |        |        |   |   |   |   |   |   |   |   |   |   |
| | 0 | 1 | 2 | 3 | 4      | 5      | 6 | 7 | 8 | 9 | A | B | C | D | E | F |
| U+178x | ក | ខ | គ | ឃ | ង      | ច      | ឆ | ជ | ឈ | ញ | ដ | ឋ | ឌ | ឍ | ណ | ត |
| U+179x | ថ | ទ | ធ | ន | ប      | ផ      | ព | ភ | ម | យ | រ | ល | វ | ឝ | ឞ | ស |
| U+17Ax | ហ | ឡ | អ | ឣ | ឤ      | ឥ      | ឦ | ឧ | ឨ | ឩ | ឪ | ឫ | ឬ | ឭ | ឮ | ឯ |
| U+17Bx | ឰ | ឱ | ឲ | ឳ | KIV AQ | KIV AA | ា  | ិ  | ី  | ឹ  | ឺ  | ុ  | ូ  | ួ  | ើ  | ឿ  |
| U+17Cx | ៀ  | េ  | ែ  | ៃ  | ោ       | ៅ       | ំ  | ះ  | ៈ  | ៉  | ៊  | ់  | ៌  | ៍  | ៎  | ៏  |
| U+17Dx | ័  | ៑  | ្  | ៓  | ។      | ៕      | ៖ | ៗ | ៘ | ៙ | ៚ | ៛ | ៜ | ៝  |   |   |
| U+17Ex | ០ | ១ | ២ | ៣ | ៤      | ៥      | ៦ | ៧ | ៨ | ៩ |   |   |   |   |   |   |
| U+17Fx | ៰ | ៱ | ៲ | ៳ | ៴      | ៵      | ៶ | ៷ | ៸ | ៹ |   |   |   |   |   |   |
| Примечания 1.^ По состоянию на версию 15.0. 2.^ Серые клетки обозначают зарезервированные кодовые позиции. 3.^ U+17A3 и U+17A4 не рекомендуются к использованию начиная с версий 4.0 и 5.2 соответственно. |   |   |   |   |        |        |   |   |   |   |   |   |   |   |   |   |

Первые 35 символов — согласные буквы (в том числе две устаревшие). Символы U+17A3 и U+17A4 устарели (они предназначались для использования в транслитерации на пали и санскрите, но по внешнему виду идентичны согласному អ, написанному отдельно или с гласной a). За ними следуют 15 независимых гласных (включая одну устаревшую и одну вариантную форму). Кодовые точки U+17B4 и U+17B5 представляют собой невидимые соединяющие знаки для присущих гласных, предназначенные для использования только в специальных приложениях.
Далее идут 16 знаков зависимых гласных и 12 диакритических знаков (исключая кбиех-краом, который по форме идентичен зависимому гласному о); они представлены вместе с пунктирным кружком, но должны отображаться соответствующим образом в сочетании с предшествующей кхмерской буквой.
Кодовая точка U+17D2, называемая ជើង тьэнг, что означает «нога», используется для обозначения того, что следующая согласная должна быть записана в подписной форме. Обычно он не отображается визуально как символ. U+17D3 изначально предназначался для записи лунных дат, но сейчас его использование не рекомендуется (см. блок «Кхмерские символы» ниже). Следующие семь символов — это знаки препинания, перечисленные выше; за ними следует символ валюты риель, редкий знак, соответствующий санскритской аваграхе, и в основном устаревшая версия диакритического знака вирим. Серия U+17Ex содержит кхмерские цифры, а серия U+17Fx содержит варианты цифр, используемых в гаданиях.
Блок с дополнительными символами лунных дат — U+19E0–U+19FF:
| Кхмерские символы[1] Официальная таблица символов Консорциума Юникода (PDF) |   |   |   |   |   |   |   |   |   |   |   |   |   |   |   |   |
|                                                                             | 0 | 1 | 2 | 3 | 4 | 5 | 6 | 7 | 8 | 9 | A | B | C | D | E | F |
| U+19Ex                                                                      | ᧠ | ᧡ | ᧢ | ᧣ | ᧤ | ᧥ | ᧦ | ᧧ | ᧨ | ᧩ | ᧪ | ᧫ | ᧬ | ᧭ | ᧮ | ᧯ |
| U+19Fx                                                                      | ᧰ | ᧱ | ᧲ | ᧳ | ᧴ | ᧵ | ᧶ | ᧷ | ᧸ | ᧹ | ᧺ | ᧻ | ᧼ | ᧽ | ᧾ | ᧿ |
| Примечания 1.^ По состоянию на версию 15.0.                                 |   |   |   |   |   |   |   |   |   |   |   |   |   |   |   |   |

Символы U+19E0 и U+19F0 обозначают первый и второй «восьмой месяц» лунного года, содержащего високосный месяц (см. Кхмерский календарь). Остальные символы в этом блоке обозначают дни лунного месяца: в серии U+19Ex — для дней роста, а в серии U+19Fx — для дней ущерба.